# Frälsningsarméns sångbok (1929)
Frälsningsarméns sångbok utkom 1929, och ersatte Frälsningsarméns sångbok 1897.

## Sånger

### Frälsningssånger

#### Frälsningen i Kristus
```
1 
Den hand som blev naglad

2 
Det finns en källa, fylld med blod

3 
Det finns en underbar källa

4 
Det är ett fast ord
 
Finns på Wikisource
.

5 
Då solen sjönk i västerled

6 
En tillflyktsort i stormens tid

7 
Evangelii budskap ljuder

8 
Fruktar och tvivlar du ännu

9 
Guds Son från himlen kom hit ned

10 
Herren bjuder alla frälsning

11 
Här en källa går fram

12 
Här en källa rinner
 
Finns på Wikisource
.

13 
Ifrån Guds tron, så skinande klar

14 
Jag har hört om Herren Jesus hur han gick på stormigt hav

15 
Jag vet en port som öppen står
 
Finns på Wikisource
.

16 
Jesus, vid din fot med skövlat hopp

17 
Låt mig sjunga om för din sorgsna själ

18 
O, Jesus kär, mitt rop nu hör

19 
Om din synd än är blodröd

20 
Om Herren ville syndarns död

21 
Om min Frälsares kärlek jag hört

22 
O, sprid det glada budskap vida

23 
Pris vare Gud, en reningsflod framväller

24 
Se, en källa där flödar så fri

25 
Strömmen från min Frälsares sår

26 
Så trött på synd och värld jag längtar efter ro

27 
Så älskade Gud världen all
 
Finns på Wikisource
.

28 
Till hemmet ovan skyn vi tåga

29 
Vem kan läka hjärtesåren

30 
Vem kan mig visa vägen hem till min Faders hus

31 
Vem som helst kan bli frälst

32 
Öppen står Guds milda fadersfamn
```

#### Varning och väckelse
```
33 
Broder, du som följer syndens breda väg

34 
Din själ du måste renad få

35 
Djup av nåde

36 
Du banar dig väg genom livet

37 
Ej långt, ej långt från Guds rike

38 
En dag vid tusen åskors ljud

39 
Ett ljus bröt fram i mörkret

40 
Har du inte rum för Jesus

41 
Har du mod att följa Jesus

42 
I den sena midnattsstunden

43 
Ingen hinner fram till den eviga ron
 
Finns på Wikisource
.

44 
Livet försvinner i hast som en dröm
 
Finns på Wikisource
.

45 
Livets dag den är så kort

46 
Lyssna nu, hör Herrens maning
 
47 
O, öppna ditt hjärta för Herran

48 
Själ, hör vad bud, dig sändes från Gud

49 
själ, som av stormen drives kring

50 
Själ, vill du ej lämna syndens slaveri

51 
Små och stora runt kring jord

52 
Snart stundar Herrens skördedag

53 
Sorgen kan ej frälsa

54 
Tungt skuggorna föllo

55 
Utanför din hydda står vän

56 
Varthän gäller resan

57 
Var är mitt vilsna barn i kväll
 
Finns på Wikisource
.

58 
Vänd om, o, vänd om
```

#### Inbjudning
```
59 
Bröllopet tillrett står

60 
Den store läkaren är här
 
Finns på Wikisource
.

61 
Din Frälsare tåligt står väntande

62 
Dyster är vägen

63 
En blick på den korsfäste livet dig ger

64 
Endast ett steg till Jesus

65 
Finns väl någon här som gråter

66 
Från himlen långt din fot har strövat

67 
Frälsaren ropar: kom

68 
Får en arm syndare fly till Jesus

69 
Härligt nu skallar frälsningens bud

70 
Hör, hur Jesu stämma ljuder

71 
I dag finns nåd, mer värd än guld

72 
Irrande flykting från hemmet det ljuva

73 
I tusenvis gå själar in i himmelens palats

74 
Jag har ett budskap, en hälsning från Jesus

75 
Jag vet en källa, som djup och klar

76 
Jesus klappar, väntar, ber

77 
Kom, du arma själ, som lider

78 
Kommen till mig, I trötta

79 
Kom nu till Jesus, o dyra själ

80 
Kom, o, kom, du betyngda själ

81 
Kom till din Gud med all din suckan

82 
Kära själ, som irrar fjärran
 
83 
Kärlek utan gränser, rik och fri
 
Finns på Wikisource
.

84 
Ljuvligt och kärleksfullt Jesus hörs kalla

85 
Lämna dig helt åt Jesus
 
Finns på Wikisource
.

86 
Medan allting ler och blommar
 
Finns på Wikisource
.

87 
O du, som länge borta gått

88 
O, du suckande själ

89 
O, har du ej hört om en Frälsare god

90 
O, skynda till Jesus

91 
Se, än jag står vid ditt hjärtas dörr

92 
Själ, i stormens brus

93 
Skynda till Jesus, Frälsaren kär
 
Finns på Wikisource
.

94 
Sorgsna själ, eho du är

95 
Så nära Guds rike

96 
Till Herrens maning säg ej nej

97 
Trötte vandringsman, o, lyssna

98 
Var och en som hör – o, dyrbara ord

99 
Vem vill härnäst nu följa Jesus?

100 
Än en gång ett kärleksbud

101 
Än finnes rum för din arma själ

102 
Än finns det rum!

103 
Är du borta från din Gud, kom igen

104 
Är du trött av livets hårda strider
```

### Helgelse

#### Helgelsens verk
```
105 
Av häpnad och undran jag stannar

106 
Det går en ström från mitt sidosår

107 
Dyre Jesus, du mig frälsar

108 
Då faror hota här på din stig

109 
Då jag beskådar korsets stam

110 
Fast blodröd var min synd

111 
Fullkomlig frid i tillit till min Jesus

112 
Följ med mig fram till korset, där Jesus för dig led

113 
Försoningsnåd mitt liv har köpt

114 
Golgata källa renar

115 
Gudomskärlek ifrån Jesus flödar

116 
Guds kärleksflod så full av frid

117 
Har du blodets kraft väl känt

118 
Herre, i blodet som utgjutet är

119 
Herre kär, hos dig är tillflykt

120 
Hjärtan är det världen kräver

121 
Härlig frälsning! Härlig frälsning!

122 
Jag behöver dig, o Jesus, dig som har mig återlöst

123 
Jag en stämma hör

124 
Jag har kommit till Herrens välsignelsedal

125 
”Jag vägen är” har Jesus sagt

126 
Kärlek utan gräns och mått

127 
Liksom havets djupa bölja

128 
Mitt i all min egen strävan

129 
Må med rosor vår väg vi betäcka

130 
O, gränslösa frälsning

131 
O, hur skönt att som Elia stå för Jehova, vår Gud

132 
O, vad bitter sorg jag känner

133 
O vad ljuvlig fröjd jag känner

134 
Skurar av nåd skola falla

135 
Säg finns en ström, som helt från synden renar

136 
Söker du nåd, förlåtelse, frid

137 
Till frälsningens saliga brunnar vi går

138 
Vid korsets fot

139 
Vill du från syndernas börda bli fri

140 
Årens synder uppräknas
```

#### Bön om helgelse och Andens kraft
```
141 
Ack, den skuld

142 
Att vila vid din sidas sår

143 
Det finns en stund av ljuvlig ro

144 
Det är för oss detta liv underbara

145 
Dyre Jesus, o, jag längtar

146 
Då min levnad jag begrundar

147 
Finns det kraft uti källan av blod

148 
Giv mig den tro, som bergen kan förflytta

149 
Giv mig den tro som Jesus haft

150 
Gud jag hör att du utsänder skurar

151 
Guds rena lamm, jag flyr till dig

152 
Helge Ande, kom från himlen

153 
Herre, med kraft ifrån höjden bekläd mig

154 
Hjorten, som törstig flämtar

155 
Jag vill hava Jesus med mig

156 
Jag är din, o Gud

157 
Jesus, håll mig vid ditt kors

158 
Jesus kär, gå ej förbi mig

159 
Jesus led mig varje dag

160 
Jesus, o, min Jesus

161 
Jesus, se till din plantering

162 
Jesus, själens brudgum kär

163 
Kom, dyre Jesus, till mig ned

164 
Kom, o, helge Ande, kom

165 
Lyft på bönens vingar

166 
Låt mig gå! Se, dagen nalkas

167 
Låt min ande spegla klar din bild som korset bar

168 
Med andens eld kom, Jesus god

169 
Medan kärleken från korset talar

170 
Mer helighet giv mig
 
 
→
 
Text
 

171 
Min Gud, jag känner du är min

172 
Min tro ser upp till dig

173 
Nu vid ditt kors jag böjer mig i lydnad för ditt bud

174 
Närmre, min Gud, till dig

175 
O, giv mig blott ett hjärta

176 
O Gud, du klara, rena låga

177 
Om i mitt hjärta finns en vrå som fri från synd ej är

178 
Säg mig huru jag skall bli ren

179 
Sänd, Gud, din helge And’ ned över mig

180 
Trött jag vill digna
```

#### Överlåtelse och invigning
```
181 
Ack, när skall min själ finna ro

182 
Allt för dig jag nu omtalar

183 
Blodröd synd tvås vit som snö

184 
Dig vill jag älska, du min Gud

185 
Dyre Jesus, du är min

186 
Dyre Jesus, till mig skåda

187 
Ett med min Gud

188 
Från varje fläck tvådd skär

189 
För att renas helt från synden kommer jag

190 
Herre Jesus, o, att älska dig
 
191 
Herre, nu åt dig jag giver mig och allt vad som är mitt

192 
Huru ljuva, o Gud äro mig dina bud

193 
Jag bär till Jesus hjärtat, som det är

194 
Jag giver mitt allt åt Jesus

195 
Jag hör din ljuva röst

196 
Jag vill sticka min hand i din sida

197 
Jag vill älska dig, o Jesus

198 
Jesus, din röst har så ofta bjudit mig

199 
Jesus, du som dig utgivit

200 
Jesus dyre Jesus

201 
Jesus, jag mitt kors har tagit

202 
Jesus, min brudgum kär

203 
Jesus, se mig vid din fot

204 
Just som jag är, så blott och bar

205 
Med hoppfullt hjärta vågar jag förtrösta

206 
Min själ, min kropp och ande jag giver

207 
Min synd blev lagd på Jesus

208 
O, du Guds lamm, som världens synder burit

209 
O Fader, uppå stormig stig

210 
O Jesus, jag längtar bli fullkomligt ren

211 
O, vilket ljuvligt fröjdebud

212 
Tag mitt liv och helga mig

213 
Tala till mig, o Herre

214 
Urtidsklippa, i din klyfta göm du mig

215 
Är mitt kors för tungt för mig
```

### Jubel, erfarenhet och vittnesbörd
```
216 
Ack, om med tusen tungors ljud jag kunde prisa dig

217 
Alla Herrens vägar äro godhet, sanning, trofasthet

218 
Alla tvivel bär till Jesus

219 
Allenast i tro till Gud min själ är stilla

220 
Bida blott, bida blott

221 
Bida blott! Din Herre ej dig glömma skall

222 
Bland syndens rev en gång jag drev

223 
Bliv hos mig kvar

224 
Blott en dag

225 
Borta för alltid är förvisst den dag

226 
Borta jag gick ifrån Gud många år

227 
Brusten är snaran

228 
Den röda flod, min Konungs blod

229 
Den som halp mig ur min nöd

230 
De stråla underskönt från himlafaderns hus

231 
Dig, Jesus jag älskar

232 
Din närhet salighet mig bringar

233 
Du klara ljus! På villsam ökenstig, o led mig fram

234 
Du är mig när var dag, var stund som flyr

235 
Du är min klippa, dyraste Jesus

236 
Då Jesus tog min syndaskuld

237 
Då min livsstig är mörk och dyster

238 
Då mitt hjärta var kallt

239 
En gång på korset för mig Jesus dog

240 
En liten stund med Jesus

241 
En vän jag har funnit

242 
En vän jag har i Jesus

243 
Ett fattigt, vilset barn vid nådens port

244 
Farväl, o värld

245 
Fordom trodde jag mig äga liv i Jesus

246 
Fram över våg som brusar

247 
Fröjden er, så Herrens maning ljuder

248 
Fröjd, frid och hopp

249 
Fröjd, fröjd, fröjd

250 
Fyll jorden med lovsång

251 
Förblekna, jordens fröjd, Jesus är min

252 
För mig du göt ditt dyra blod

253 
Glad som fågeln på sin gren i lunden

254 
Gud ske lov, min vän han blivit

255 
Guds kärlek har ej gräns

256 
Guds misshag över mig har flytt

257 
Guds namn är ett fäste

258 
Guds nåd är ny idag

259 
Hans röst jag förnam uti främmande land

260 
Han älskar mig, o, sjung det ut

261 
Hela vägen genom livet

263 
Herren, vår Gud, är en konung

264 
Himmelsk glädje kan du äga

265 
Himmelsk glädje och musik

266 
Hur ljuvt det namnet Jesus är

267 
Hur underlig är du i allt vad du gör

268 
Härligt strålar Guds eviga ljus

269 
Härlig är jorden

270 
I himlen och på jorden

271 
I min stilla vrå jag beder

272 
Ingen lik Jesus i fröjd och smärta

273 
I synden förr jag haft min lust helt fritt

274 
Jag aldrig glömma skall den stund

275 
Jag funnit pärlan underbar

276 
Jag går till det land där ovan

277 
Jag har hört om en Frälsare

278 
Jag har kommit hem till min Faders hus

279 
Jag har lämnat allt för Jesus

280 
Jag har älskat och trott på Jesus

281 
Jag hörde Jesu dyra ord

282 
Jag hört att mig Jesus har älskat så högt

283 
Jag lyfter mina ögon upp till bergen

284 
Jag ofta i mörker har famlat

285 
Jag seglar fram över livets hav

286 
Jag sjunger halleluja

287 
Jag var en slav i många år

288 
Jag vill nu endast lita på Jesus dag för dag

289 
Jag är pilgrim, jag är främling

290 
Jesu rika kärlek

291 
Jesus allena mitt hjärta skall äga

292 
Jesus, bär mig, herde god

293 
Jesus, det skönaste

294 
Jesus, ditt namn det högsta är i himmel och på jord

295 
Jesus, min Jesus, konung, utan like

296 
Jesusnamnet härligt klingar

297 
Jesus är min Frälsare

298 
Jubla, min tunga, upp att lovsjunga Jesus

299 
Jubla nu, mitt sälla hjärta

300 
Klippa, du som brast för mig
 
 
→
 
Text
 

301 
Kom, låt oss sjunga

302 
Känner du ibland ditt hjärta tyngt av oro

303 
Kärlek från vår Gud

304 
Ljuvlig viloplats jag har invid Jesu hjärta

305 
Ljuvt är det löftet: Jag dig ej förgäter

306 
Lyft dig, min själ, mot Nebos höjder

307 
Långt ut i synden fordom jag var

308 
Låt mig få höra om Jesus

309 
Låt oss förena oss i sång

310 
Låt vårt budskap ljuda

311 
Löftena kunna ej svika

312 
Med jubel och med sång det bär till landet där min Jesus är

313 
Med snabba steg soldaten går mot himlens sälla land

314 
Min Fader regerar mång tusende land

315 
Min fot var trött att vandra uppå en självvald stig

316 
Min Gud, huru är saligt

317 
Min herde Herren är

318 
Min själ långt borta gick från Gud

319 
Min själ är nu förenad med Kristus

320 
Min skatt är i himlen

321 
Min sång skall bli om Jesus

322 
Mitt hjärta sjunger, ty jag fann den pärlan underbar

323 
Mitt hjärta söker dig alltjämt, Frälsare min

324 
Må jord och himmel all

325 
Nu natten gått, och dagen grytt

326 
Nu är jag nöjd och glader

327 
Nu är syndens boja krossad

328 
När en syndare vänder om

329 
När Guds nådessolsken lyser in

330 
O, du som reser mot himlens land

331 
O Herre, till vem skulle vi då gå hän

332 
O, hur saligt att få vandra
 
 
→
 
Text
 

333 
O, jag ser min Faders hand i naturens under

334 
O, jag vet ej en vän lik Jesus

335 
O Jesus, din kärlek

336 
Om i striden trötthet når ditt hjärta

337 
Om jag ägde allt men icke Jesus

338 
Oroliga, fruktande hjärta

339 
O, store Gud

340 
O, säg mig om och om igen

341 
O, tänk, när bojan ligger krossad

342 
Pris vare Gud! Hans barn jag är

343 
På det stora hav vi segla

344 
På syndfull jord vår Jesus vandrat

345 
Ring i himlens klockor

346 
Sjung av fröjd

347 
Själ, stäm upp

348 
Stige högt mot himlen

349 
Striden här nere ej evig skall vara

350 
Stundom bekymrens stora mängd tynger mig maktlös ner

351 
Stäm upp, stäm upp

352 
Svaga hjärta, varför skälver du

353 
Säg mig den gamla sanning

354 
Tack, min Gud, för vad som varit
 
 
→
 
Text
 

355 
Tag det namnet Jesus med dig som ett skydd i farlig tid

356 
Tryggare kan ingen vara

357 
Trygg i min Jesu armar

358 
Tyst, var stilla

359 
Tågen fram utan rast

360 
Uti livets heta strid

361 
Vad dig möter, vad dig händer

362 
Vak upp, min själ, och sjung med fröjd

363 
Vem är denne som ibland oss går

364 
Vid Jesu hjärta, där är lugnt

365 
Vilken sång, vilket jubel

366 
Vi är så röd din nya dräkt

367 
Vår store Gud gör stora under

368 
Åter, åter för mig beskriv

369 
Ära vare Jesus som utgöt sitt blod

370 
Är det sant att Jesus är min broder

371 
Är du glad, av hjärtat nöjd

372 
Är Jesus när, då mitt hjärta är

373 
Är mitt liv en svår och tröttsam färd
```

### Strid och verksamhet

#### Maning till kamp
```
374 
Använd de tillfällen Herren dig giver

375 
Bjud dem in - de djupast fallna

376 
Blott ett liv att leva – Lev det för din Gud

377 
Fram, fram, korsets kämpahär

378 
Fram, o, fram till seger
```

Fr 379 Framåt! Så ljuder vårt fältropet  idag
```
380 
Fram över berg, över dal, över bölja

381 
Frukta ej, du Herrens lilla kämpaskara

382 
För Gud och för hans frälsningshär

383 
Guds soldater, rusten eder
 
384 
Härligt strålar Faderns kärlek

385 
I en värld där sorger, möda, smärta bo

386 
Kom med i vår här och vår fiende slå

387 
Lyssna! Jesu stämma ljuder: Vem vill med till verket gå?

388 
Marsch framåt, är Jesu hälsning

389 
Mästarn oss till verket kallar

390 
Ropen ut i vida världen att vår Gud är kung

391 
Rädda de döende

392 
Samla dem in, ty det än finns rum

393 
Sen, kamrater, vilka skaror mot fördärvet gå

394 
Sjungen högt om frälsning

395 
Skynda med räddningsbåten hän ut på livets hav

396 
Strid för sanningen, strid mot fienden

397 
Stå upp, stå upp för Jesus

398 
Sverige för Gud!

399 
Så den ädla säden

400 
Till strids, till strids budkaveln går

401 
Under helga fanans rand

402 
Upp, korsets kämpar, upp, envar

403 
Upp, Kristi stridsmän alla

404 
Ut till strid! Hör, ropet skallar!

405 
Vem vill kämpa för Gud överallt

406 
Verka, ty natten kommer
```

#### Under striden
```
407 
Armen marscherar genom världen

408 
Det finnes en kämpande skara av blodtvagna kvinnor och män

409 
En stridsman uti hären jag blivit

410 
En syndig värld att rädda få vårt mål det är

411 
Full frälsning är vårt motto, full frälsning är vår sång

412 
Gud oss hjälper att modigt strida

413 
Guds kämpe, håll ut, till dess seger du får

414 
Guds segerrika frälsningshär går fram med tappert mod

415 
I ljuvlig frid, i strid så het

416 
Jag korsets färg vill bära, frälst genom Jesu blod

417 
Jag vill gå med glädje på min Herres bud

418 
Klinga, min sång, över berg, över slätter

419 
Lyss, lyss, min själ

420 
Lyssna, Herren talar så

421 
Med sång och med jubel till striden vi gå

422 
Med ökat mod och själ i brand

423 
När stridssignalen kallar oss ut till strid

424 
O hur lycklig är den, som har Jesus till vän

425 
Pris ske Gud! Nu jubla vi

426 
Runt kring jorden i öster och väster du Frälsningsarmén kan få se

427 
Se, vi kämpa för Gud

428 
Se, vi tåga fram med sköld och med baner

429 
Se, vår skara skall fienden slå

430 
Soldater, modigt gå framåt

431 
Soldater äro vi, som glatt gå ut i strid

432 
Stridsman är jag

433 
Stridsman uti hären, stäm nu upp en sång

434 
Till frälsningssoldat är jag kallad

435 
Till strid för Gud vi glatt framtåga

436 
Till strid vi dragit ut

437 
Tänk, vilken underbar nåd av Gud

438 
Uti frälsningshären äro vi soldater

439 
Vem är skaran där bland fjällen

440 
Vi bekymras, men vi giva oss ej över

441 
Vi bli hjältar, vi bli hjältar

442 
Vi sått vårt säde i tro på Gud

443 
Vi vilja korsets fana höja inför en värld

444 
Vår själ är fylld av heligt lov

445 
Väckt ur min dvala, kallad till strid

446 
Är jag en korsets kämpe
```

### De yttersta tingen och himmelen
```
447 
Bakom bergen sjunker solen uti aftonskymning svag

448 
Bortom dödsfloden skymtar i fjärran en strand

449 
Buren högt av nådens vind

450 
De komma från öst och väst

451 
Det finns ett bättre land invid Guds högra hand

452 
Det finns ett hem

453 
Det närmar sig målet, jag sjunger med fröjd

454 
Det ringer i hemmets klockor klart

455 
Då i himlen upprop hålles och Guds här skall mönstras in

456 
Då vi mötas till sist bortom Jordan

457 
Ej jag rädes dödens bölja

458 
En morgon utan synd jag vakna får

459 
Evighetens morgon klar en gång skall gry

460 
Få vi mötas bortom floden

461 
Himmelens stad den är härlig

462 
Hur dyster över ödslig hed var färden

463 
Hur ljuvlig mången gång

464 
Härliga land där uppe i det höga

465 
I djupet av mitt hjärta

466 
I sin kärlek rik och stor

467 
Jag har ett hem långt bortom livets öcken

468 
Jag ofta läst om det himmelska hem

469 
Jag tror på den gyllene staden

470 
Jag vet en skön och härlig värld

471 
Jag vill sjunga en sång om det härliga land

472 
Jag är en gäst och främling

473 
Jag är så hjärtligt nöjd och glad

474 
Jerusalem, Jerusalem, som ovantill är byggt

475 
Jorden oro har och jämmer

476 
Med min lampa tänd jag väntar glädjebudet höra få

477 
Nattens skuggor sakta vika

478 
När den evigt klara morgon gryr

479 
När jag har utkämpat striden en gång

480 
När mitt livsverk är ändat

481 
När solen göms i västerled och varje glimt är släckt

482 
O, giv mig trones vingar

483 
O, jag vet en gång, när med helgon mång

484 
O, jag vet ett härligt land

485 
O, jag vet ett land, där Herren Gud har berett en stad

486 
O Jerusalem, du gyllne, underbara stad

487 
På Sions berg där står ett slaktat lamm

488 
Se, mot aftonen det lider

489 
Sjung om Jesu underbara kärlek

490 
Snart skall kröningsdagens morgon skönt upprinna

491 
Städse på Sion jag tänker

492 
Tiden är all! Jehova skall skipa rättfärdig lag

493 
Till de renas och heligas hemland vi tåga

494 
Till det härliga land ovan skyn

495 
Till härlighetens höjder i tron jag ställt min färd

496 
Uti Herrens Eden sköna

497 
Vid basunens ljud

498 
Vilka äro dessa, som i himlens land

499 
Vill du möta mig därhemma

500 
Vi tala om sällhetens land

501 
Vi vandra framåt mot den brusande flod
```

### Högtider och särskilda tillfällen

#### Årsskifte
```
502 
Flyende snabbt är livet, kort som en morgondröm

503 
Hav tack, o Gud, för det år, som gått

504 
Låt mig börja med dig
```

#### Årstiderna
```
505 
O, världars Gud

506 
Vi plöja och vi utså vår säd i alla land
```

#### Långfredag
```
507 
Den stunden i Getsemane

508 
En folkhop mot Golgata drager

509 
Guds rena Lamm, oskyldig
 
 
→
 
Text
 

510 
Han på korset, han allena är min fröjd

511 
Hell dig, törnekrönte Konung

512 
Jag gav mitt liv för dig

513 
Jag kom till korset och såg en man

514 
Jesus lämnade sin boning och sin himmels ljusa sal

515 
Mörk var den stund

516 
O huvud, blodigt, sårat

517 
O, se, o, se, Guds dyra lamm

518 
På sitt kors på Golgata Jesus dog för dig och mig

519 
Se Jesus där påkorsets stam

520 
Upp, min tunga, att lovsjunga
 
 
→
 
Text
 

521 
Vilken kärlek underbar
```

#### Påsk
```
522 
Förfäras ej du lilla hop

523 
Han lever! O min ande, känn

524 
Hälsen med jubel det budskap, oss hunnit

525 
Kristus är uppstånden, fröjda dig, min själ

526 
Nu fröjdetiden inne är

527 
O, saliga stund utan like

528 
O, vad fröjd, han lever, vår Immanuel

529 
Vad härlig änglahälsning

530 
Vad ljus över griften
```

#### Himmelsfärden
```
531 
Till härlighetens land igen
```

#### Pingst
```
532 
När pingstens dag begynte gry

533 
O, sprid det glada bud
```

#### Jul
```
534 
Bereden väg för Herran

535 
Det är en ros utsprungen

536 
Då några herdar höllo vakt

537 
Gå, Sion, din konung att möta

538 
Hosianna, Davids son

539 
I ljusfull natt det ljöd så klart

540 
När juldagsmorgon glimmar

541 
O du saliga, o du heliga

542 
Se, löftesstjärnan står i öster

543 
Var hälsad, sköna morgonstund
 
 
→
 
Text
 
```

#### Morgon och afton
```
544 
Din klara sol går åter opp

545 
Du är min sol, o, Jesus kär
```

#### Bröllop
```
546 
Gud, välsigna dessa hjärtan

547 
O Gud, välsigna dessa två

548 
Tagen Herren med på vägen
```

#### Begravning
```
549 
Bort ifrån skuggors land

550 
Jag går mot döden var jag går

551 
Saliga de som ifrån världens öden
 
 
→
 
Text
 

552 
Så skön går morgonstjärnan fram
 
 
→
 
Text
 

553 
Uppå härlighetens höjder

554 
Vi kamrater haft som hårt ha kämpat
```

#### Farväl
```
555 
De frälstas syskonband

556 
Gud dig följe, tills vi möts igen

557 
Mot mitt hem jag reser glad och nöjd
```

#### Mission
```
558 
Din spira, Jesus, sträckes ut

559 
Från Lapplands fjäll och sjöar
```

#### Lokalinvigning
```
560 
Till dig, vår Herre och vår Gud
```

### Speciella sånger

#### Barnen
```
561 
Det blir något i himlen

562 
Gud som haver barnen kär

563 
Gud vill mig ha till ett solsken

564 
Jag vet väl att för helgon en krona det finns

565 
När han kommer

566 
När jag ser i Guds bok

567 
Till Guds himmel det vandrar ett skimrande tåg
```

#### Ungdomen
```
568 
Blott en gång jag lever

569 
Kan du giva ditt hjärta för tidigt åt Gud

570 
O, du sköna ungdomstid

571 
O, hur skönt i livets vår att få älska Gud

572 
O, hur stort att tro på Jesus uti unga år

573 
Ringa vattendroppar, ringa korn av sand

574 
Ungdom i livets vår

575 
Ungdom i världen. Sov ej din nådatid
```

#### Land och folk
```
576 
Bevara, Gud, vårt fosterland
```

### Begynnelse och avslutningssånger
```
577 
Ack, Herre Jesus, hör min röst

578 
Allena Gud i himmelrik

579 
Bred dina vida vingar

580 
Hela världen fröjdes Herran
 
 
→
 
Text
 

581 
Helige Fader, kom och var oss nära
 
 
→
 
Text
 

582 
Herre, samla oss nu alla
 
 
→
 
Text
 

583 
Herre, signe du och råde
 
 
→
 
Text
 

584 
Höga majestät

585 
Jag lyfter mina händer
 
 
→
 
Text
 

586 
Jesus, låt mig städse börja

587 
O Gud, all sannings källa
 
 
→
 
Text
 

588 
O Jesus, bliv när oss

589 
Så tag nu mina händer

590 
Vår Gud är oss en väldig borg
 
 
→
 
Text
 
```

## Körer

### Bön
```
1 
Helige Ande, himmelske Ande

2 
Jesus, min Frälsare, talar

3 
O, sänd oss, Gud

4 
Från Golgata, från Golgata

5 
Jesus, min Jesus, kom nära

6 
Medan Anden går här fram

7 
Min Frälsare, jag kommer

8 
Min Jesus kär, blott dig vill jag tillhöra

9 
O, det blod som köpt mig

10 
O, gjut den i min själ

11 
Sänd välsignelsen, sänd den nu

12 
Tack, Jesus, tack, du bor i mig

13 
Tala, Gud, din röst är mig så kär

14 
Till dig, Guds lamm, jag går

15 
Välsigna mig, välsigna mig, välsigna mig just nu

16 
Du är dig alltid lika

17 
Helge Ande, sänk dig ned djupt i själens gömma

18 
Ja, städs jag dig behöver

19 
O, sänd en sådan pingst som den

20 
Underbar, underbar kärlek så rik

21 
Evigt din, din allen

22 
Frälsa själar, dyre Jesus

23 
Jag är din, Gud

24 
O, rör vid mig, Herre, o, rör vid mig nu

25 
Allt, jag har, jag nu bringar till dig

26 
Fyll mig, o Herre, med glödande nit

27 
Guds kärleksrika famn

28 
Jesus, lär mig bedja

29 
O Gud, till dig min själ ser opp

30 
Så vit som snö
```

### Frälsning
```
31 
Fri, fri, öppen och fri

32 
Kom, kom, syndare, kom

33 
Låt upp hjärtedörrarna för Jesus

34 
Och när sommaren flytt

35 
Vil du med, vill du med, då de trogna vår Gud kallar hem

36 
Ack, lyft din blick mot korset opp

37 
Blodet, blodet, Jesu dyra blod

38 
Hans blod den sämste rena kan

39 
I evighet, i evighet, var skall du bo i evighet

40 
Kasta bördan ned vid hans fot

41 
Kom med din synd

42 
Kom och sök nåd nu hos Jesus

43 
O, lägg den ned, lägg den ned

44 
Nu Golgatavågorna strömma

45 
Och det skall ske att vem som helst av Herren nåd begär

46 
O, du måste börja älska Gud

47 
O, lägg den ned, den börda svår

48 
Om jag söker nåd hos Jesus

49 
Strömmar, strömmar av frälsning

50 
Han vill rena dig från synd

51 
Hälsokällan flödar

52 
Jesus dog för dig

53 
Kom, du världens trötta träl

54 
Skall och du en gång sjunga Lammets nya sång?

55 
Du burit din börda, du länge så gjort

56 
Ja, nu jag kommer fram

57 
Jesus går fram här just nu

58 
För den trötta själ, för den trötta själ finns ro hos Jesus

59 
Golgataströmmen den flödar så fri

60 
Nåd, underbar, gudomlig nåd

61 
Se, himlens pärleportar
```

### Helgelse
```
62 
Mig bevara i all fara

63 
På Jesus jag tröstar

64 
Åter och åter likt en mäktig flod

65 
Bed, och Jesus skall hjälpa

66 
Du är ju nog för mig

67 
Full förlossning ifrån alla band

68 
Jag helgar åt dig mig själv och min tid

69 
Jag söker nu kraften från hänsvunnen tid

70 
Mer, mera av Jesus

71 
Min Frälsare, kom in, din boning tag hos mig

72 
O, gör mig mer lik Jesus

73 
Trogen dig, trogen dig

74 
Tätt invid källan, flödande fri

75 
Jag har tagit upp mitt kors

76 
Kraft, kraft, mäktig och rik

77 
Kristi kraft den är för mig

78 
På dig jag litar, vill aldrig tvivla

79 
Tro, som ej slocknar, tro, som ej dör

80 
Visst smal är vägen, men likväl jag följer

81 
Lägg ut, lägg ut från land

82 
Mitt kors är ej större än hans nåd

83 
Nu kommer jag, min Gud

84 
Vad som helst för Jesus lämnar jag nu med fröjd

85 
Är ditt fönster öppet mot Jerusalem

86 
Den klippan är i sorg

87 
Lyd blott och tro
 (= refrängen till sången 
Då vi vandrar med Gud, ledda helt av hans bud
)
88 
Nu den kommer, nu den kommer, den helige Andes kraft

89 
Över mig reningsfloden nu flyter
```

### Jubel, strid och erfarenhet
```
90 
Dyra klippa som brustit för mig

91 
En tillflyktsort är urtidens Gud

92 
Giv åt Jesus äran
 (= Refrängen till 
För världens frälsning
)
93 
Gud en säker seger ger

94 
Halleluja, det håller än

95 
Jag skall skåda Jesus i det land

96 
Låt oss kämpa glatt emot synd och natt

97 
Och ljus skall lysa på min stig

98 
O, hur härligt att få vara räknad bland Guds krigarskara

99 
Räkna Herrens gåvor en för en

100 
Som öster är från väster äro synderna från mig

101 
Vårt segel fylls av nådens vind

102 
Det är härligt att strida för Jesus

103 
Därför älskar jag min Jesus

104 
Ett land så skönt med vida gränser

105 
Fram till seger vi marschera

106 
Frid, frid, ljuv frid

107 
Följa, följa, jag vill följa Jesus

108 
Guds änglar de vänta

109 
Hand i hand, hand i hand, fram vi går till ett bättre land

110 
Han har fört mig ifrån mörker och till ljus

111 
Jag får gå genom dödsskuggans dal i frid

112 
Ja, jag är frälst idag

113 
Ja, Jesus är god mot mig

114 
Lita, lita blott på Gud

115 
Lita på din Gud, han är nära
 (= refr. till sången 
Över mörka djup, invid branta stup
)
116 
Låt mig höra det berättas
 
117 
Min evighet skall bliva en sång till Lammets lov

118 
Nu har jag kommit hem

119 
Nu Jesus farkosten styr

120 
Se, snart kommer Jesus att hemtaga sin brud

121 
Skola stjärnor väl pryda min krona en gång

122 
Säg det, o, säg det, o, säg det igen

123 
Vit skrud jag får i Guds himmel

124 
Där är ljus, där är ljus

125 
Elddöpta kämpar med själar i brand

126 
Halleluja, nu är jag fri

127 
Han går bredvid mig, jag är ej ensam

128 
Han sörjer väl för mig

129 
Jag står förvisst för Jesus Krist i sorg och nöd, i liv, i död

130 
Ja, lycklig är jag då

131 
Jesus han är skönast, honom älskar jag

132 
Jesus är ännu den samme

133 
Frälsning jag funnit

134 
O, mitt krigarhjärta ropar halleluja

135 
Pilgrimer, främlingar, tröttnen ej här

136 
Upp till himmelen jag ställer färden

137 
Var oförfärad

138 
Allting som jag har, jag fått det av min Fader

139 
Fram, du kämpahär

140 
Friköpt jag är, men ej med silver
 (= refr. till sången 
Ej silver, ej guld har förvärvat mig frälsning
)
141 
Hans ansikte går med

142 
Han är densamme än

143 
Ja, där skall jag sjunga den nya sången

144 
Jag längtar och trängtar mot ljuset

145 
Jag tvått min skrud i Jesu blod

146 
Jag vet på vem jag tröstar

147 
Jesus han sviker ej

148 
Jesus jag vill tillhöra

149 
Låt frälsningsvagnen rulla

150 
O, ja, o, ja, det är bäst att vara frälst

151 
Se, Jesus är en klippa i ett törstigt land

152 
Syndabördan, som jag bar, Jesus själv borttagit har

153 
Sällt det folk, som jubelklangen förstår

154 
Vi besegra allt genom Jesu blodskraft

155 
Ära, ära, ära, ära ske Guds lamm

156 
Hemåt det går över berg, över dal

157 
Himmelska Kanaan, o, underbara Kanaan

158 
Jag är barn, jag är barn, barn till himmelens Gud

159 
Just för mig! just för mig!

160 
Min själ den väntar efter Herren

161 
Mitt hjärta, sjung halleluja

162 
O, jag fruktar ej dödsflodens brus

163 
Till fridens hem, till fridens hem, till fridens hem vi skynda

164 
Vi skola samlas, samlas vid den älven
```